# Geovany Quenda
Geovany Tcherno Quenda (Bissau, 2007. április 30. –) bissau-guineai születésű portugál utánpótlás-válogatott labdarúgó, a Sporting CP játékosa.
A Sporting akadémiáján nevelkedett, 2024-ben került be a felnőtt csapatba, és annak egyik kulcsfontosságú tagja lett mindössze 17 évesen.
A portugál válogatottat U17-es és U21-es szinten is képviselte, 2024-ben az U17-es Európa-bajnokságon ezüstérmes lett.

## Pályafutása

### Klubcsapatokban

#### A Sporting előtt
Quenda Bissau-Guineában született, gyerekkorában költözött Portugáliába családjával, Amadorában kezdte meg pályafutását, a helyi Damaiense U10-es csapatában, a 2016–2017-es szezonban. Érdekelt volt leszerződtetésében a Benfica, akik el is vitték edzőközpontjukba, végül két évet töltött a lisszaboni csapat akadémiáján. A 13 éves Quenda úgy döntött, hogy a 2018–2019-es szezon végén a Sportinghoz igazol, miután a Benfica megszegte ígéretét, és nem biztosított neki lakhatást akadémiájukon.

#### Sporting

##### Utánpótlás évek
A 2021–2022-es szezonban, mikor már teljes tagja volt a Sporting utánpótlás-csapatának a Cristiano Ronaldo Akadémián, bajnok lett az U15-ös csapattal, illetve játszott az U17-es csapatban is, 20 gólt szerzett. 2023 augusztusában írta alá első profi szerződését.
A 2023–2024-es szezonban Quenda tagja volt a Sporting U23-as csapatának a bajnokságban, annak ellenére, hogy csak 16 éves volt. Rúben Amorim ezt követően többször behívta a felnőtt csapatba is, bár pályára még nem lépett. 2024. február 17-én Quenda lett a Sporting B történetének legfiatalabb játékosa, mikor 16 évesen pályára lépett a portugál harmadosztályban az Amora ellen.

##### 2024–napjainkig: a felnőtt csapatban
A következő szezonban Quenda a felnőtt csapat teljes tagja lett, jobboldali szélsővédőként kezdett el játszani Rúben Amorim 3–4–3-as rendszerében, annak ellenére, hogy jobbszélsőként kezdte karrierjét. 2024. augusztus 3-án mutatkozott be a szuperkupában, a legfiatalabb játékos lett (17 éves, 95 napos), aki betalált a kiírásban, csapata harmadik gólját szerezve a Porto elleni 4–3-as vereség során.
Azt követően, hogy méltatták védekező-, és támadójátékát is, Amorim úgy döntött, hogy kezdő lesz. Augusztus 9-én mutatkozott be a bajnokságban a Rio Ave elleni 3–1-es győzelem során. Szeptember 12-én 2027-ig hosszabbított, megemelve kivásárlási árát 45 millió euróról 100 millióra. Öt nappal később bemutatkozott az UEFA-bajnokok ligájában is, csapata 2–0-ra nyert az alapszakaszban a Lille ellen. Október 26-án szerezte első bajnoki gólját, a Famalicão elleni 3–0-ás győzelem során betalálva. 17 évesen, 5 hónaposan és 27 naposan a Sporting legfiatalabb gólszerzője lett, megelőzve Simão Sabrosát (17 év, 6 hónap, 16 nap; 1997-ben) és Cristiano Ronaldót (17 év, 8 hónap, 3 nap; 2002-ben).
Mikor Rui Borges lett a csapat edzője Amorim távozása után, a Sporting átállt egy 4–4–2-es felállásra, amelyben Quenda a négy fős középpálya bal oldalára került, Geny Catamo vette át a jobb oldalt.

### A válogatottban
Quenda úgy döntött, hogy Portugáliát fogja képviselni. 2024-ben Európa-bajnoki ezüstérmes lett az U17-es csapattal, Olaszország ellen kaptak ki a döntőben. Beválasztották a torna legjobbjai közé.
2024. augusztus 30-án hívták be először a felnőtt válogatottba, a Horvátország és Skócia elleni Nemzetek Ligája-mérkőzésekre.
Október 11-én mutatkozott be az U21-es csapatban, a feröeri válogatott elleni 3–1-es győzelem során.

## Statisztika
Frissítve: 2025. január 29.
| Csapat        | Szezon       | Bajnokság     | Bajnokság | Bajnokság | Kupa | Kupa  | Ligakupa | Ligakupa | Nemzetközi | Nemzetközi | Egyéb | Egyéb | Összesen | Összesen |
| Csapat        | Szezon       | Osztály       | P.        | Gólok     | P.   | Gólok | P.       | Gólok    | P.         | Gólok      | P.    | Gólok | P.       | Gólok    |
| ------------- | ------------ | ------------- | --------- | --------- | ---- | ----- | -------- | -------- | ---------- | ---------- | ----- | ----- | -------- | -------- |
| Sporting CP B | 2023–2024    | Liga 3        | 9         | 2         | —    | —     | —        | —        | —          | —          | —     | —     | 9        | 2        |
| Sporting CP   | 2024–2025    | Primeira Liga | 19        | 1         | 3    | 0     | 2        | 0        | 8          | 0          | 1     | 1     | 33       | 2        |
| Career Total  | Career Total | Career Total  | 28        | 3         | 3    | 0     | 2        | 0        | 8          | 0          | 1     | 1     | 42       | 4        |

1. ↑  Pályára lépések az UEFA-bajnokok ligájában
2. ↑  Pályára lépések a Supertaça Cândido de Oliveirában

## Sikerek, díjak
Portugal U17
- U17-es Európa-bajnoki-ezüstérmes: 2024[20]

Individual
- U17-es Európa-bajnokság – A torna csapata: 2024[21]